# Львівський завод радіоелектронної медичної апаратури
Львівський завод радіоелектронної медичної апаратури — промислове підприємство Львова, що було відкрите 1944 року та спеціалізувалося на медичному обладнанні. З 2015 року територію заводу ревіталізують у креативне середовище ReZavod, на більшій частині якого працюють майстерні, галереї актуального та вуличного мистецтва, офіси, фотостудія, майданчик для вечірок та сортувальна станція.

## Історія

### 1944—1960. Дезінфекційне та медичне обладнання
Підприємство почало діяльність 1 серпня 1944 року, коли на підставі розпорядження РНК УРСР № 786 від 31 липня 1944 року на базі ремонтно-механічної майстерні з ремонту парових котлів, майстерень з виготовлення дерев'яної тари та майстерні з виготовлення дерев'яних коліс у Львові, був введений в експлуатацію завод дезінфекційного обладнання.
1948 року на заводі почалося освоєння виробництва медичних меблів та медичного обладнання: стоматологічних столиків, столів для тяжкохворих, дротяних шин для фіксації кінцівок при переломах, рамок для проявлення рентгенівських знімків, спиртових ламп, настінних аптечок, медичних шаф для зберігання медичного інструменту, апаратів стерилізації лабораторного посуду, водяних лабораторних бань та іншого. Новому профілю заводу вже не відповідала колишня назва, тому наказом міністра охорони здоров'я СРСР № 2217 від 21 вересня 1956 року він був перейменований на Завод медичного обладнання.

### 1960—1965. Освоєння виробництва електронних медичних апаратів
1960 року на заводі почалося освоєння виробництва електронних медичних апаратів. Першим виготовленим на заводі електронним приладом став «пульсотахометр» — прилад для довготривалого і безперервного вимірювання частоти пульсу під час хірургічних операцій і для фізіологічних досліджень. За перший рік їх виготовили 20 штук, що склало 0,3% річної продукції заводу.
1962 року було освоєно виробництво двох нових апаратів: електричного стимулятора дихання ЕСД-1 — призначеного для штучного відновлення дихання шляхом впливу електричним струмом на дихальну мускулатуру і діафрагмові нерви — і апарату УВЧ-4 — призначеного для місцевого лікувального впливу імпульсним електричним полем ультрависокої частоти. За перший рік завод випустив 200 штук ЕСД-1 і 850 штук УВЧ-4.
Наступного року завод розпочав випуск нових приладів: апарат мікрохвильової терапії ЛУЧ-2, імпульсний дефібрилятор ІД-1, клінічний бета-радіометр БРК-1 та двохкоординатний самописець потенціометр ПДС-021. Частка електронних виробів складала 25,8% від загальної продукції заводу, і він став все більше спеціалізуватися на випуску радіоелектронної медичної апаратури.

### 1965—1991. Реорганізація у РЕМА
1965 року у Львові створили спеціальне конструкторсько-технологічне бюро електронної медичної апаратури, і в 1966 році в результаті реорганізації заводу медичного обладнання був створений Львівський завод радіоелектронної медичної апаратури. 1970 року Львівське спеціальне конструкторсько-технологічне бюро електронної медичної апаратури було перетворено у Всесоюзний науково-дослідний і конструкторський інститут РЕМА.
До 1975 року завод РЕМА здійснював експорт продукції в 28 країн світу. Розвитку підприємства сприяв обмін досвідом, який завод здійснював з підприємствами Угорщини, Східної Німеччини та Польщі. 1977 року на базі Всесоюзного науково-дослідного і конструкторського інституту РЕМА та заводу РЕМА створили Львівське науково-виробниче об'єднання радіоелектронної медичної апаратури.
5 березня 1977 року завод випустив першу партію з 20 шестиканальних електрокардіографів, виготовлених з використанням транзисторів та інтегральних схем. За результатами діяльності 1977 року завод був нагороджений дипломом ВЦРПС та Держстандарту СРСР.
Станом на 1981 рік науково-виробниче об'єднання спеціалізувалося на випуску радіоелектронної апаратури. Основними напрямками діяльності були розробка, конструювання та виробництво електронних медичних приладів, апаратів і комплексів для діагностики та лікування хворих серцево-судинними, неврологічними та іншими захворюваннями (електрокардіографів, енцефалографом, дефібриляторів, поліграфів, моніторів та ін.).
1991 року завод випускав продукцію 78 найменувань, загальна чисельність працівників підприємства становила 2750 осіб.

### Після 1991. За часів Незалежності
Після проголошення незалежності України завод перетворили у відкрите акціонерне товариство. 1996 року підприємство визнали банкрутом. У серпні 1997 року завод був включений у перелік підприємств, що мають стратегічне значення для економіки і безпеки України. 25 липня 2001 року Кабінет міністрів України ухвалив рішення продати 25% акцій підприємства (що перебуває у державній власності). 2004 рік завод завершив зі збитками у розмірі 1,073 млн грн. 22 квітня 2005 року відповідно до мирової угоди між підприємством і кредиторами справу про банкрутство заводу закрили, і завод завершив 2005 рік зі збитком у 2,314 млн грн.
З 1998 року до липня 2006 року підприємство випускало продукцію у невеликих обсягах: загальна вартість випущеної за цей час продукції склала близько 8 млн грн (причому вартість продукції, випущеної за перші шість місяців 2006 року склала 575 тисяч гривень), однак зуміло зберегти виробничі потужності.
До липня 2006 року борги підприємства були погашені, завод продовжував у невеликих обсягах випускати шість найменувань продукції, чисельність робітників становила 167 осіб. У вересні 2006 року Фонд державного майна України доручив київській компанії «Міжнародний Бізнес Центр» оцінити вартість контрольного пакета акцій підприємства, що залишились у державній власності, в розмірі 61,32 % з метою їх продажу.
8 грудня 2006 року Кабінет міністрів України виключив завод з переліку підприємств, що мають стратегічне значення для економіки і безпеки України. 29 листопада 2007 року Фонд державного майна України оголосив про продаж контрольного пакета акцій підприємства на аукціоні з початковою ціною 2,637 млн грн. До цього часу в державній власності залишалися 61,32 % акцій підприємства, ще 27,68 % акцій перебували у власності кількох юридичних осіб та 11% — у власності фізичних осіб. Активи заводу оцінювали в 3,3 млн грн.
Після того як Антимонопольний комітет України дав дозвіл на продаж державного пакета акцій заводу, в липні 2008 року контрольний пакет у розмірі 61,32 % акцій підприємства був проданий на аукціоні за 1,892 млн грн (за суму, на 40 тис. гривень більшу стартової ціни), після чого власником заводу став львівський завод «Іскра». До цього часу чисельність працівників заводу становила 137 осіб, підприємство спеціалізувалося на випуску медичного обладнання (дефібриляторів, електрокардіографів, апаратів СМД-терапії та електроміостимулятори.
2009 рік завод закінчив зі збитками 1,805 млн грн. 2010 року завод збільшив обсяги реалізації продукції, але завершив рік зі збитком у розмірі 2,254 млн грн.

## Ревіталізація
З 2015 року територію заводу ревіталізують у креативне середовище ReZavod, на більшій частині якого працюють майстерні, галереї актуального та вуличного мистецтва, офіси, фотостудія, майданчик для вечірок та сортувальна станція. На початку 2016 року два невикористовуваних поверхи виробничих приміщень заводу були здані в оренду, в них відкрили фотостудію «Art Studio Passage».